# Facel Vega

Facel Vega (Фасел Вега) — з 1939 року французький виробник автомобілів. Штаб-квартира розташована в Парижі. У 1963 році компанію купує фірма SFERMA. У 1964 році компанія припинила виробництво автомобілів.

## Жан Клеман Даніно. Заснування компанії
У післявоєнній Франції політики-соціалісти хотіли вдарити по багатих верствах населення, і ввели податки на потужність при володінні автомобілем. Але податок стягувався не з реальної потужності автомобіля, а виходячи з об'єму мотора, для власників машин з об'ємом до 2.9 л (15 податкових к.с.) була одна сума, а ось товариші, які володіли великим об'ємом двигуна, платили вже прогресивні суми, так, наприклад, власник Citroen Traction Avant 15 Six (об'єм — 2.86 л) платив в 3 рази менше податків, ніж власник Delahaye 235 з мотором, об'ємом в 3.6 л. І саме ця податкова політика і вбила повоєнне виробництво елітних машин у Франції. Адже мало було заплатити при покупці податок, його треба було оплачувати щорічно, поки володієш такою машиною. І ось, коли вже практично всі французькі фірми, які спеціалізувалися на виробництві елітарної техніки, або померли в агонії, або ось-ось повинні залишитися тільки в пам'яті та в архівах, і з'являється ще один виробник топових автомобілів — Facel Vega.
Жан Клеман Даніно мав грецьке коріння, але народився у Франції. Він рано захопився технікою, після школи він закінчив технічну школу, а після армії поступив працювати у фірму Анрі Сітроена. Даніно був у команді розробників передньопривідного Citroen Traction Avant, керували проектом інженери Лефевр і Бертоні. У 1934 році «Citroёn» купує фірма Michelin, і Даніно залишає компанію, він починає співпрацювати з авіаційними фірмами Farman і Morane-Saulnier. У 1938 році він стає директором фірми Bronzavia, яка випускає деталі для авіаційних компаній. Але в грудні 1939 року він починає власну справу, заснувавши Forges et Ateliers de Construction d'Eure-et-Loir, або скорочено FACEL ("Кузня і конструкторське ательє Ера і Луара). Його підприємство закупило новітнє устаткування і стало випускати деталі для літаків. Але з початком війни Даніно залишає Францію і переїжджає в США, тим часом його підприємство починає виробляти газогенератори для німецької армії.

## Компанія FACEL-Metallon
Після війни Даніно повертається до Франції і виявляє, що частину обладнання було демонтовано і відправлено до Німеччини (ще під час німецької окупації). Однак йому вдається направити підприємство в виробниче русло, і вже в 1946 році його фірма починає поставляти деталі до авіаційних моторів фірми Rolls-Royce. Незабаром FACEL об'єднується з фірмою, що спеціалізується на алюмінієвій продукції, — Metallon, фірма починає називатися FACEL-Metallon. Компанія Даніно береться за будь-яку роботу: робить рами до моторолерів Vespa, фурнітуру для кухонних і офісних меблів і т. д..

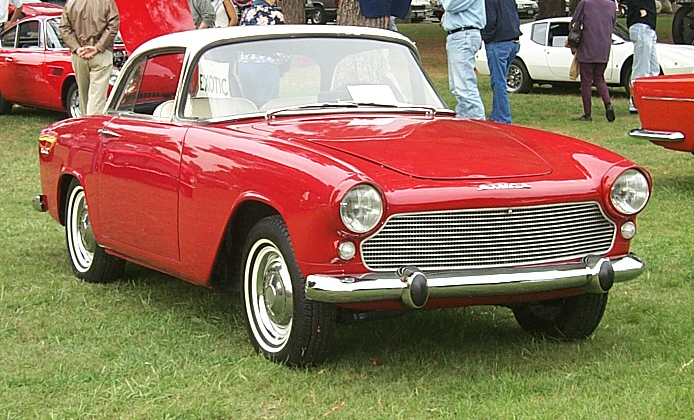
Simca Plein Ciel

Тут у фірму звертається компанія Panhard, яка збирається будувати автомобілі моделі Dyna з алюмінієвих сплавів. Це був дуже вигідний контракт, в 1948 році фірма закриває два старих довоєнних заводи в Дре і Коломбі, а замість них будує один великий в Амбуазі. Завод в Амбуазі отримує відразу замовлення на виготовлення кузовів типу кабріолет і купе для автомобілів марки Simca, перший називається Oceane, а купе — Plein Ciel.

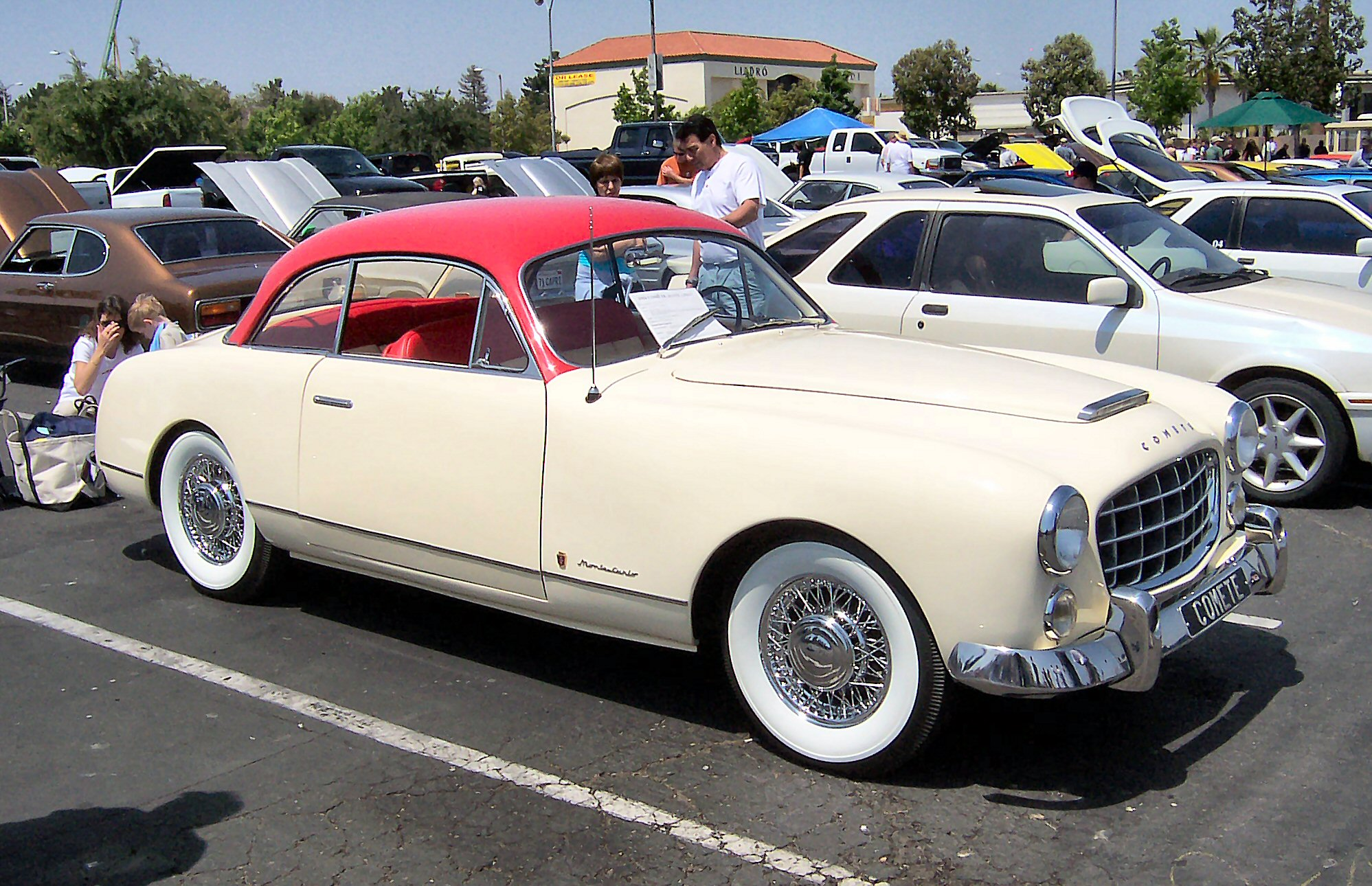
Ford Comete

З цього моменту завод не тільки виготовляє кузови, але й фарбує їх і робить обробку салонів, незабаром гамму клієнтів розширив французький Ford, якому Facel став поставляти кузови для моделі Comete, до речі, назву моделі придумав молодший брат Жана — П'єр Даніно (Pierre Daninos), який був популярним тоді письменником.

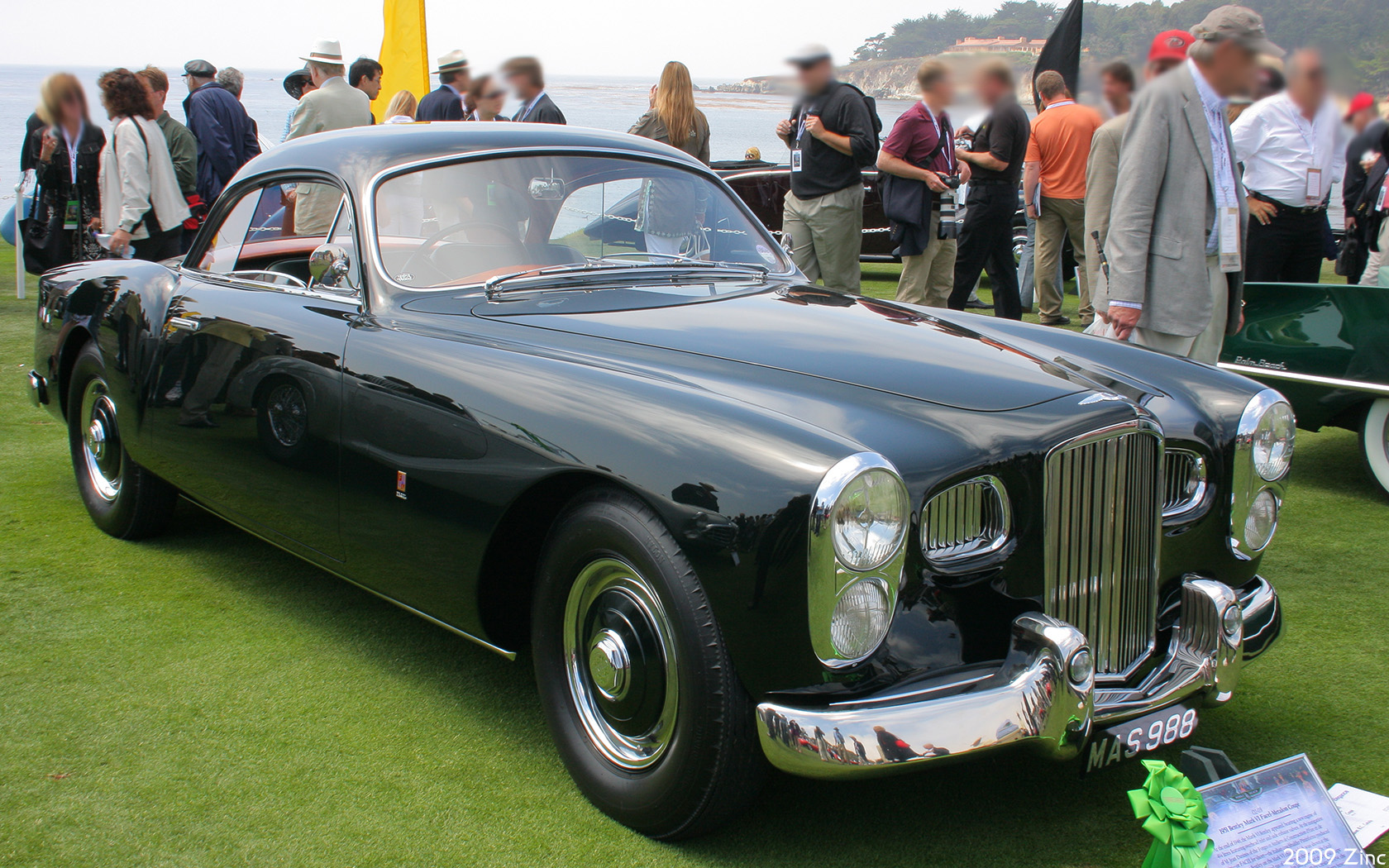
Bentley Type-R by Facel-Metallon

У 1949 році за замовленням фірми Bentley компанія будує 17 алюмінієвих кузовів типу фастбек для автомобілів Bentley MkVI.

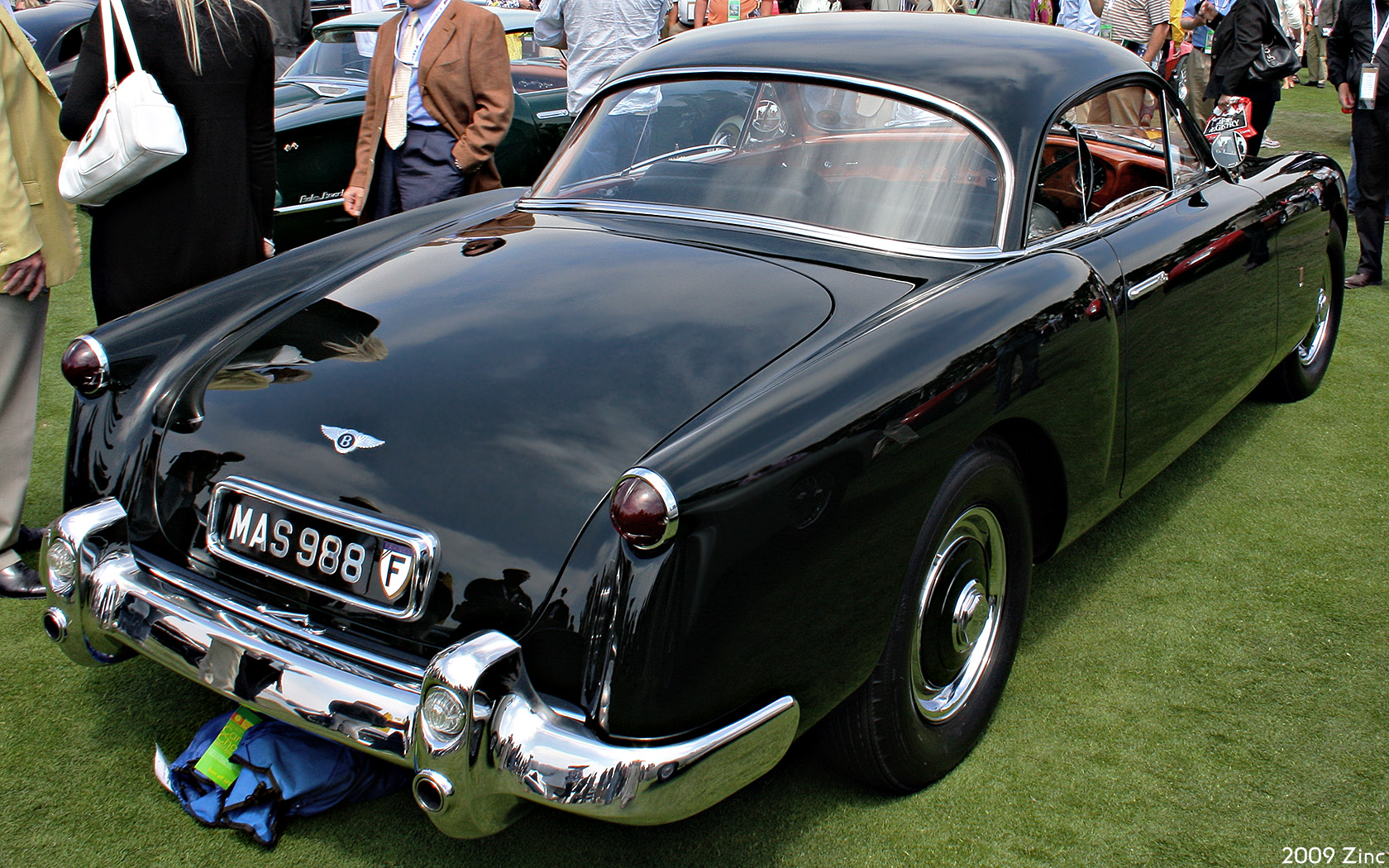
Bentley Type-R by Facel-Metallon

Через 2 роки фірма починає випускати кузови для джипів Delahaye VLR (копії Willys), і тоді ж, бажаючи продовжити співпрацю з Bentley, а заодно і показати можливості своєї фірми, він будує прототип на шасі нового Bentley Type R.
Машина отримала цікаве оформлення передка, яке потім стане візитною карткою фірми: велика вертикальна решітка і дві з боків від неї.
Машина була виставлена в 1951 році на Паризькій виставці, але британці не зацікавилися цим проектом, роботи Жака Брассьє. У 1952 році Даніно приходить ідея будувати цей досить гарний автомобіль власними силами, він починає вести переговори з Talbot і Hotchkiss, останній надає йому 3-літровий мотор, який встановлюють на перший прототип, але він був відверто слабкий для нього. Тоді Даніно починає переговори з Alfa Romeo, але це ні до чого не призводить, італійці чомусь не бажають надати мотор французам. Тоді тут допомагають американські зв'язки Жана, і на допомогу приходить Chrysler, який надає 180-сильний 4.5 л мотор серії Firedome V8, який встановлювався на однойменну модель фірми De Soto.
У 1953 році фірма позбулася свого головного замовника — «Паннару» тепер кузови поставляє фірма Chausson, до цього моменту Facel встигла поставити «Паннару» близько 45 тисяч кузовів. У тому ж році фірма Facel-Metallon розпалася на дві незалежні компанії, автомобілі було вирішено виготовляти на заводах Facel, але для машини, яка мала елегантний кузов, американське серце і трубчасту раму, яка все це носить, потрібно було звучне ім'я. Тут знову на виручку приходить брат бізнесмена — Поль, він придумує ім'я Vega, на честь найяскравішої зірки сузір'я Ліри, серед астрологів ця зірка вшановується як символ влади і престижу.

## Початок виробництва автомобілів

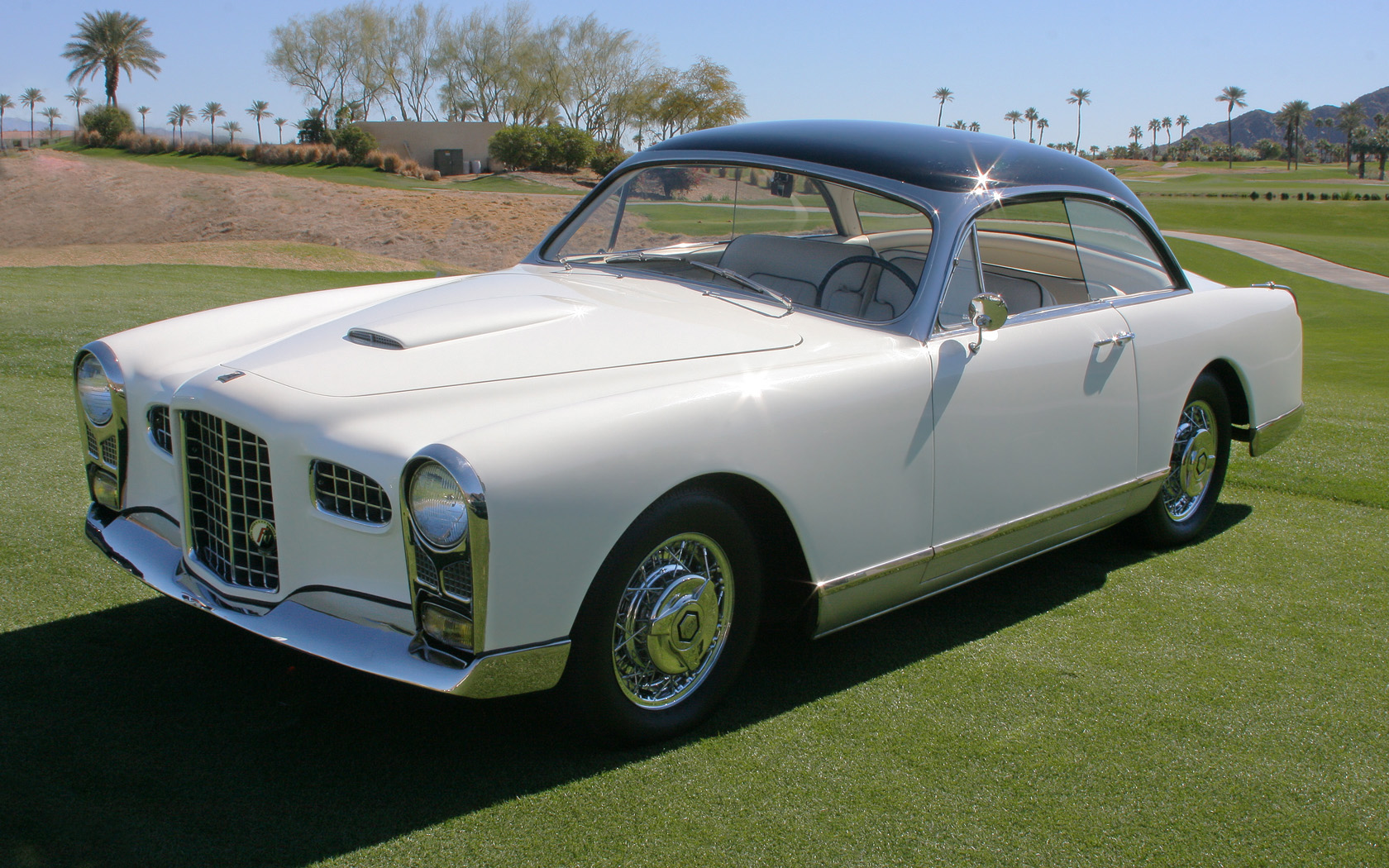
Facel Vega FV1

22 червня 1954 року Facel Vega FV була представлена чиновникам, які схвалили проект, через тиждень машину показали і пресі, яка приїхала на завод, а широкому загалу довелося чекати жовтневого показу.
Заявлена новинка була запропонована покупцям з мотором 4.5 л, коробка передач була на вибір: або 2-ступінчаста автоматична коробка «Крайслера» — PowerFlite, або ручна 4-ступінчаста французької фірми Pont-a-Mousson; крім покупних моторів і коробок передач в машині сторонніми постачальниками також виготовлялися: задній редуктор британської фірми Salisbury, кермове управління типу «черв'як і ролик» від німців з Gemmer, барабанні гальма з гідроприводом від французького відділення фірми Lockheed, амортизатори Alinquant. Під важкі агрегати і кузов довелося робити жорстку, зварену з труб раму. Підвіска коліс спереду була незалежною на подвійних поперечних важелях і пружинах, а ззаду — на напівеліптичних ресорах, рама східчастого типу мала Х-подібні посилення там, де можливо було їх вставити, автором ходової частини став Ленс Маклін.
Салон машини був оброблений дорогими сортами дерева і шкіри, у базі були електричні склопідйомники, потужні опалювачі салону, попільнички, прикурювач і радіоприймач, заявлена ціна машини дорівнювала 2 873 000 франків, на ці гроші можна було купити шість Renault 4CV і ще залишилося б 125 тисяч франків.

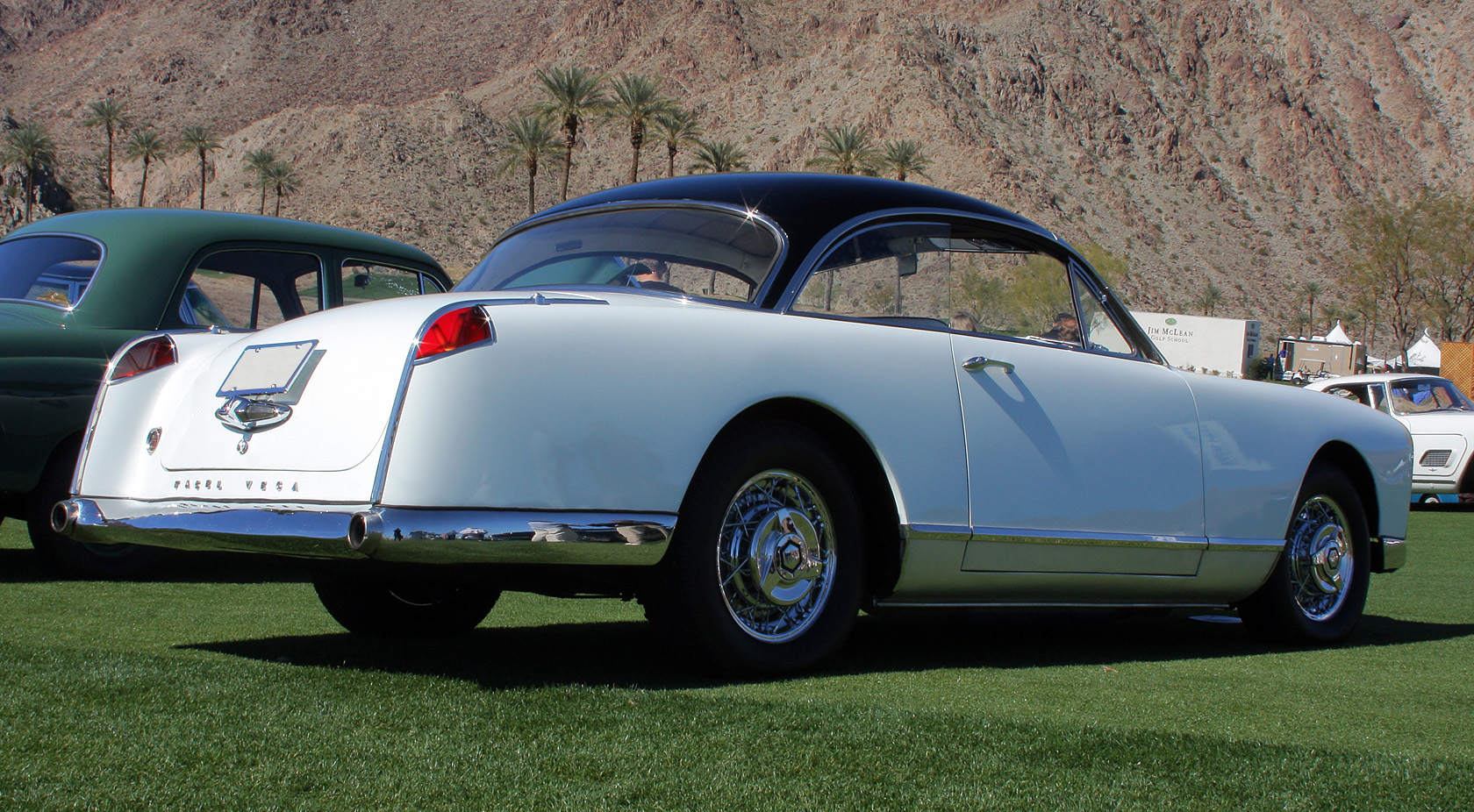
Facel Vega FV1

Продажі машини почалися на початку лютого 1955 року, але вже в березні з'явилася оновлена версія FV1, під капотом цієї машини переховувався вже 4.8 л мотор, потужністю 200 сил, що дозволяло розвивати машині швидкість в 194 км/год, на першу сотню йшло 9,1 с. У вересні додалася версія з кузовом кабріолет, але оскільки кузов цього типу був не особливо міцний, то його намагалися не пропонувати клієнтам, тому це дуже і дуже рідкісний варіант цієї моделі.
Потихеньку машини почали набирати популярність серед місцевої богеми, володарями перших машин стали: Франсуа Трюффо, Пабло Пікассо, Ів Монтан, Жан Маре, Ава Гарднер і П'єр Даніно.

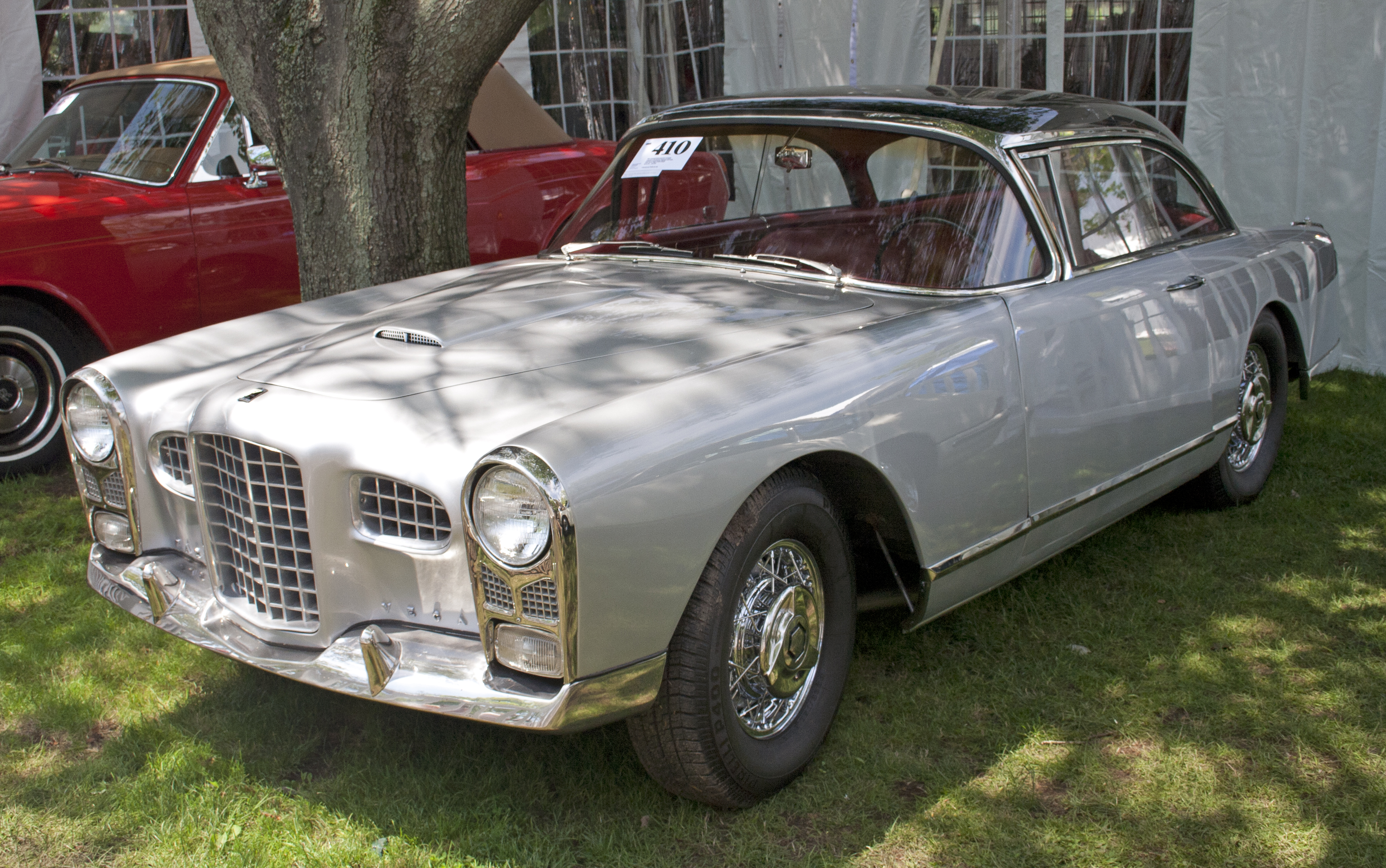
Facel Vega FV2B Coupe

Але вже в листопаді відбувається оновлення моделі, машина отримує панорамне скло, а мотор, об'ємом 4.8 л, був форсований до 250 сил, з ним машина вже переступила через поріг в 200 км/год, розвиваючи 210 км на годину. На базі цієї машини, яка отримала індекс FV2, був побудований і один кабріолет. У березні 1956 року машина отримує новий двигун, об'ємом 5.4 л і потужністю вже 285 к.с., разом з цим з'являється новий індекс — VF2B.
Крім купе було побудовано два кабріолета цієї моделі. Що цікаво, на експорт машина з новим дизайном кузова поставлялася як FVS (Facel Vega Sport), і за кордоном вона була відома під цим ім'ям, поки її не замінила нова модель.

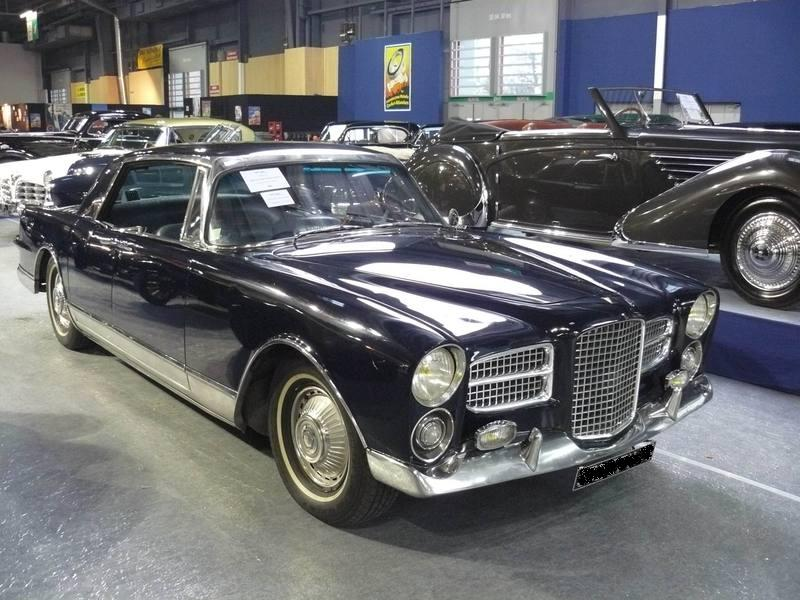
Facel Vega Excellence

Восени 1956 року машина зазнала незначного оновлення, помінявся дизайн решіток радіатора, передня оптика отримала дві однакові фари, а під капот стали встановлювати 4.5 л мотор, потужність якого дорівнювала 200 к.с., машина отримала індекс FV3. Разом з FV3 на жовтневій автомобільній виставці публіці був показаний і концептуальний лімузин без центральної стійки, задні двері якого мали петлі на задньому крилі і відкривалися назустріч руху. Лімузин називався Excellence.

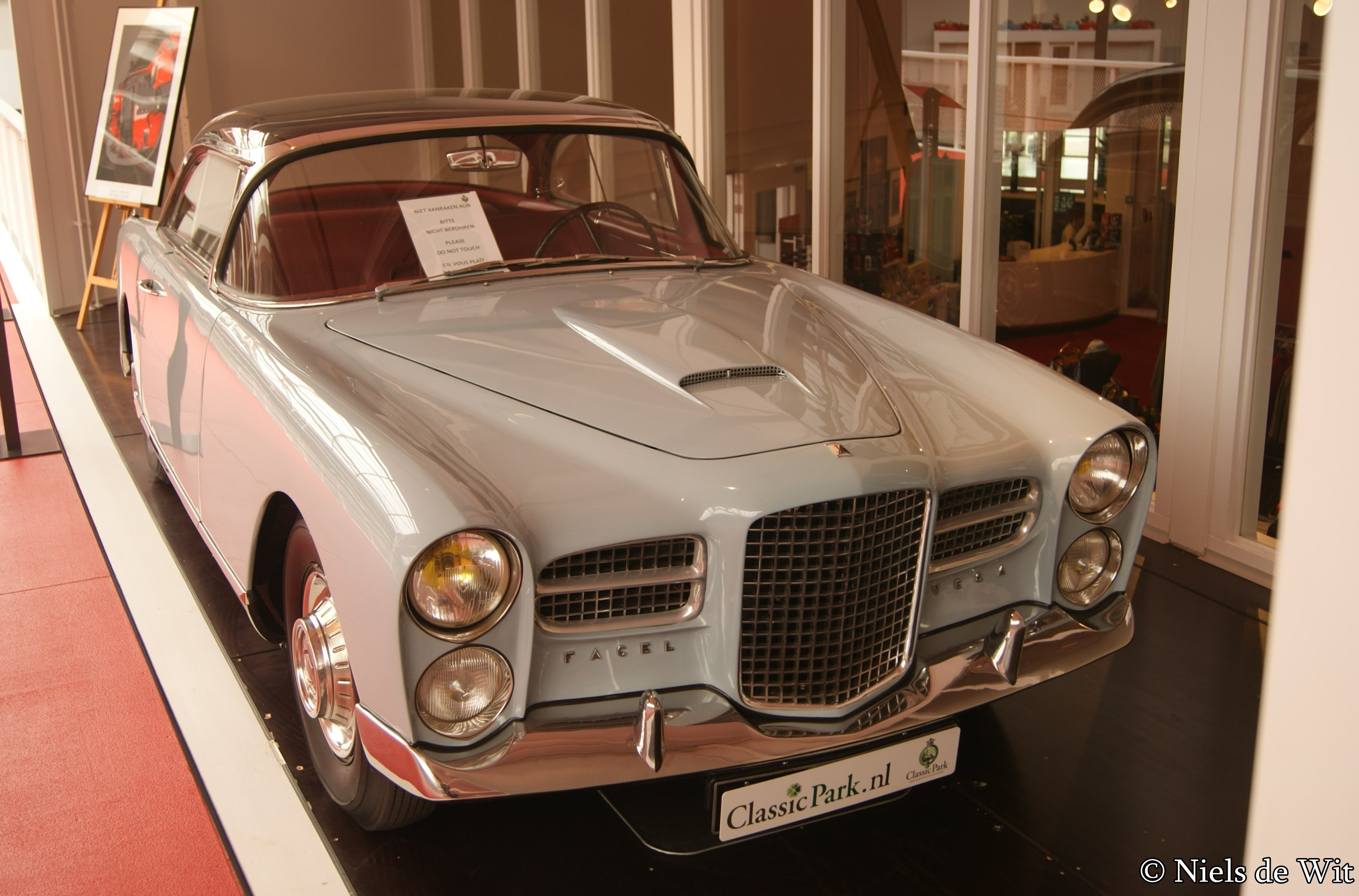
Facel Vega FV3B Coupe

У березні 1957 року кузов купе стає довшим і ширшим, двигун, об'ємом 4.9 л, розвивав 253 к.с., FV3B отримала нову підвіску коліс і, як опцію, гідропідсилювач британської фірми Hydrosteer.
Через 2 місяці на базі FV3B починають виробляти потужну версію, яка в заводській специфікації називалася FV4, але оскільки у Франції ця машина не продавалася взагалі, а йшла виключно для американського ринку, то і відома ця машина як FVS. Під капотом цієї машини можна побачити 5.8 л мотор, потужність 300 сил, а в серпні на FV4 стали ставити потужний мотор і 3-ступінчастий автомат від Chrysler 300C. Мотор, об'ємом 6.4 л, давав віддачу в 325 к.с., роблячи тим самим Facel Vega FV4 Typhoon одним з найшвидших 4-місних автомобілів у світі. Машина розвивала 227 км/год, а сотню розмінювала за 8.5 секунд.

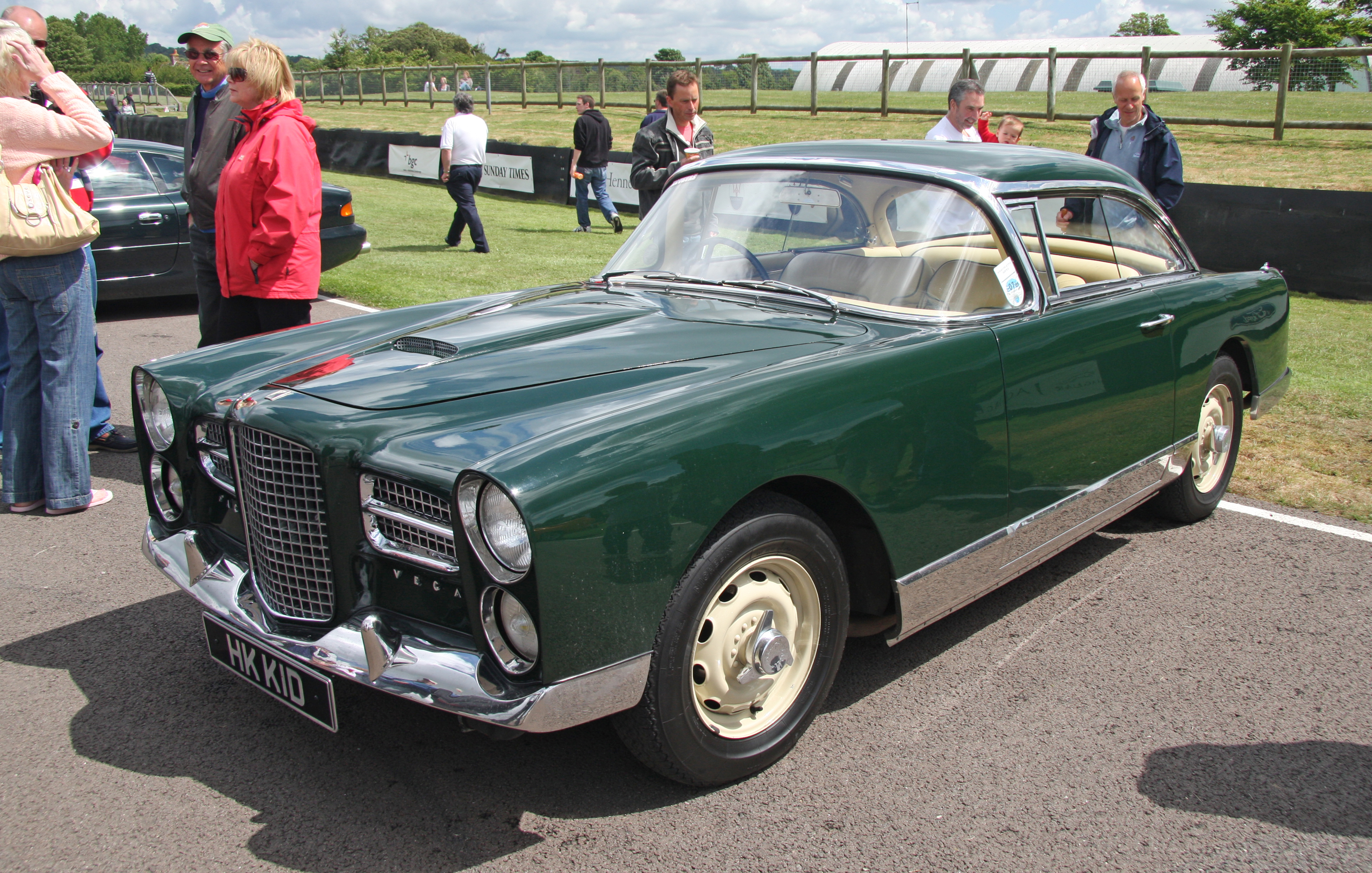
Facel Vega HK500

В травні 1958 року серію FV/FVS замінить нова машина, яка отримає індекс HK500. По суті, це модернізація моделі FV3B/FV4. Але під капотом у неї був новий 5.9 л мотор, потужністю 335 або 360 сил, все залежало від того, чи бажав клієнт автоматичну коробку передач Torqueflite, або ж ручну 4-ступінчасту Pont-à-Mousson. До речі, власники автоматичної версії серійно отримували і підсилювач керма, для ручної коробки це була опція. Також серед опцій пропонувалися тоновані вікна, кондиціонер і набір саквояжів для подорожей.
Іншим головним нововведенням стала поява праворульной версії, що посприяло зростанню продажів, оскільки машину почали продавати й у Великій Британії. Джордж Абекассіс, дилер «Фасель Веги» у Великій Британії, був відомим гонщиком, і умовив свого приятеля Стірлінга Мосса купити новий НК500, що сприятливо позначилося на продажах, незабаром таку ж машину купив Роб Вокер, господар гоночної стайні і спадкоємець бренду «Johny Walker». До речі, володіючи великим автопарком швидких і потужних машин, Вокер використовував саме французьку машину для пересувань на великі відстані, відвідуючи різні спортивні заходи.
У Франції ж серед гонщиків такою машиною володів пілот Формули 1, і колишній гонщик команди «Скудерія Феррарі» — Моріс Трентіньян.

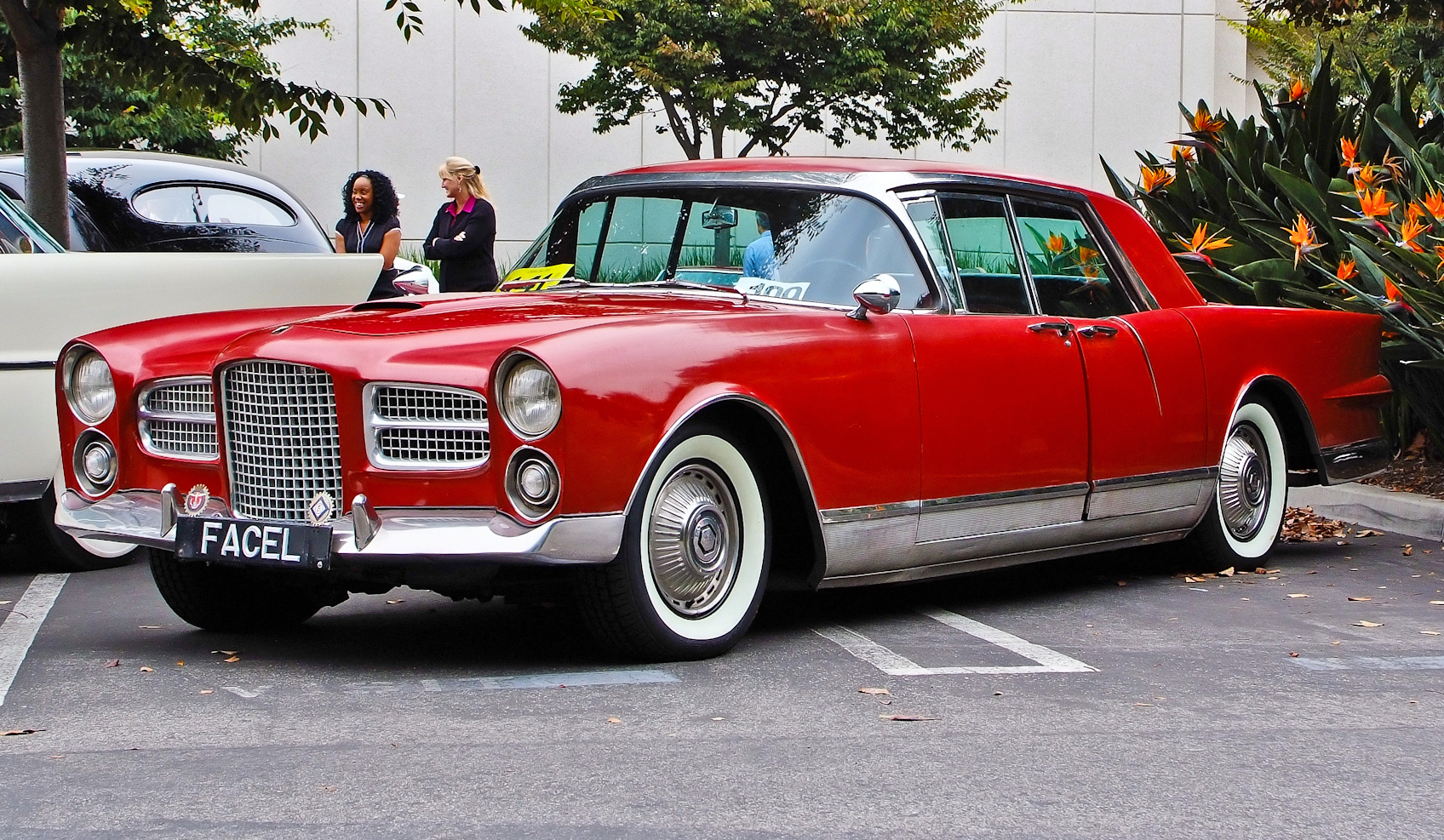
Facel Vega Excellence EX1

Разом з новинкою нарешті запускають модель Excellence EX, майже півтора року йшли роботи над посиленням кузова, який був ослаблений відсутністю середньої стійки. Також під час випробувань двері авто довільно відкривалися під час руху. Хоч проблему і не вирішили остаточно, все ж машини стали продаватися. Спочатку під капотом моделі EX можна було побачити 6.4 л 360-сильний мотор, однак, продавши до жовтня всього 11 екземплярів цього шикарного лімузина, машину модернізували. Машина отримала технічну начинку від нової моделі купе — НК500, і так само, як і з версією купе, — потужність розрізнялася залежно від коробки передач. Нова версія ЕХ1 стала і наймасовішою, її випустили в кількості 136 примірників.
З 1959 року лімузини отримують передні дискові гальма фірми Dunlop як додаткову опцію. Тоді ж Даніно починає переговори з Гарольдом Черчіллем, главою фірми Studebaker-Packard, про виробництво Exellence в США під маркою Packard, проте партнери американської компанії — німецький Daimler-Benz AG, виступає проти цієї угоди, і американці йдуть на поводу у німців.
Але, тим не менш, фірма в цей час була на підйомі, і Даніно робить необачний крок, який стане фатальним для його підприємства. Він збирається вийти на ринок легких спортивних автомобілів, у якому правлять бал автомобілі Alfa Romeo, Porsche і поки що численні британці типу Triumph або MG.

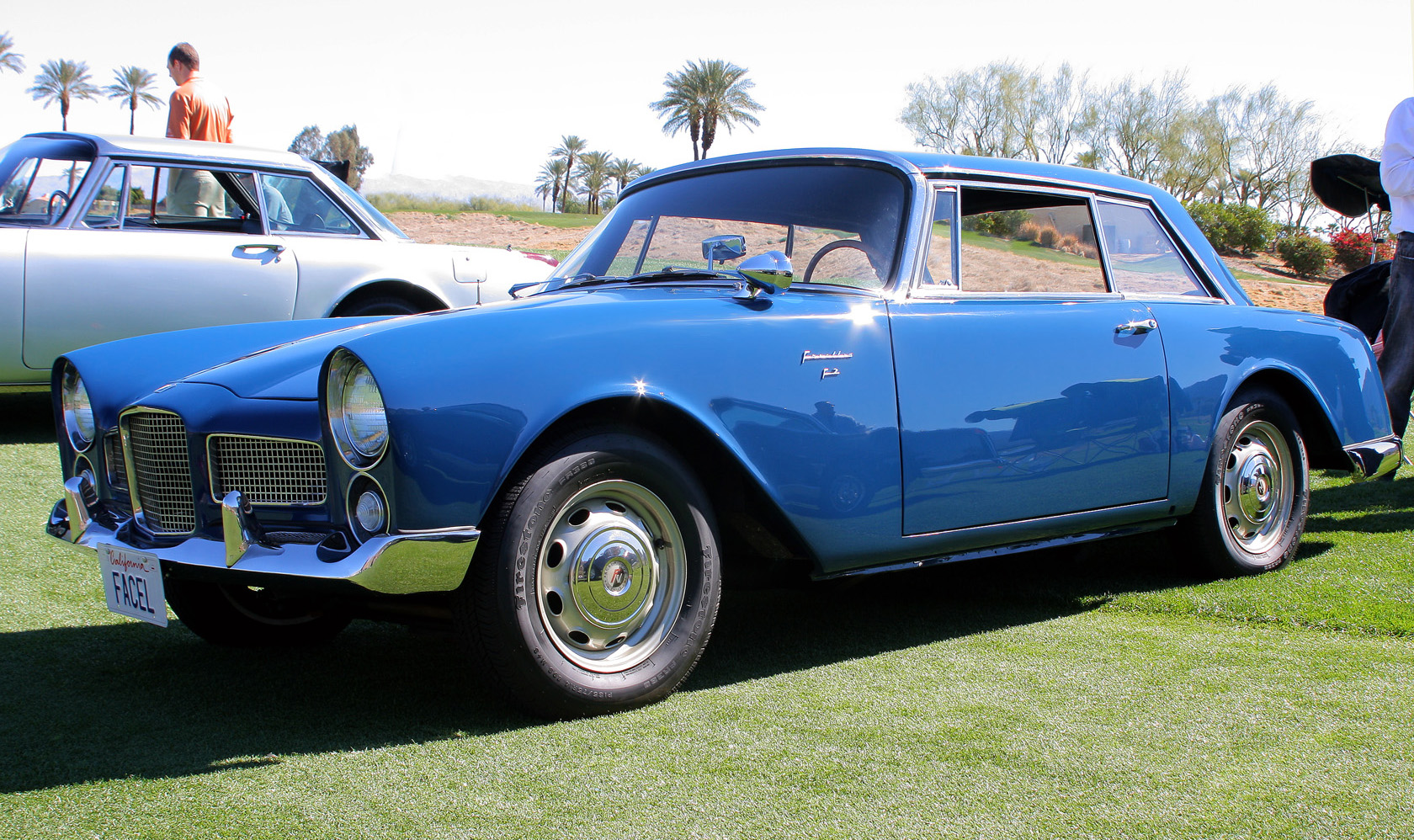
Facel Vega Facellia

Нова машина, яка отримала ім'я Facellia, була представлена публіці в жовтні 1959 року. Це була зменшена копія великих моделей. Рама також була зібрана з труб квадратного перетину, підвіска практично повторювала модель з V8 під капотом, але був і ряд інновацій, так машина отримала серійно дискові гальма всіх коліс. Кузов машини зварювався в єдине ціле і тільки вже після цього прикріплявся. Оскільки Даніно не отримав імпортних моторів, він звернувся у фірму Pont-à-Mousson, яка поставляла йому коробки передач. У «Понт-а-Муссон» був в наявності рядний 6-циліндровий мотор, об'ємом 2.8 л, конструкції Карло Маркетті, але мотор був занадто великим для майбутньої машини, і тому мотору обрізали 2 циліндри. Новий 4-циліндровий мотор, об'ємом 1.6 л, мав два верхніх розподільчих вали і розвивав 115 к.с., оснащуючись 4-ступінчастою коробкою передач, машина розвивала дуже непогані 180 км/год.
Оскільки це була на той момент єдина відкрита спортивна машина, яку виробляли у Франції, то на виставці вона викликала фурор серед публіки, яка могла собі дозволити купити таку машину, і більшість замовлень було зроблено в рамках автошоу.
Машина пішла в серію в березні 1960 року, тоді ж за замовленням стали ставити дискові гальма і на дорогий HK500. Однак незабаром з'ясувалося, що Facellia при всіх її перевагах має серйозний недолік: непродуману систему охолодження мотора. Під час руху на максимальній швидкості відбувався перегрів водяної сорочки, що спричиняло руйнування поршня. Всі дефекти виправлялися за рахунок фірми, що било по її кишені, але ще сильніше цей дефект бив по іміджу фірми.
У жовтні 1960 року Поль Фрере, гонщик і автомобільний журналіст, на бельгійському автобані розганяє модель НК500 до 237 км/год, ставлячи таким чином рекорд для 4-місних машин.

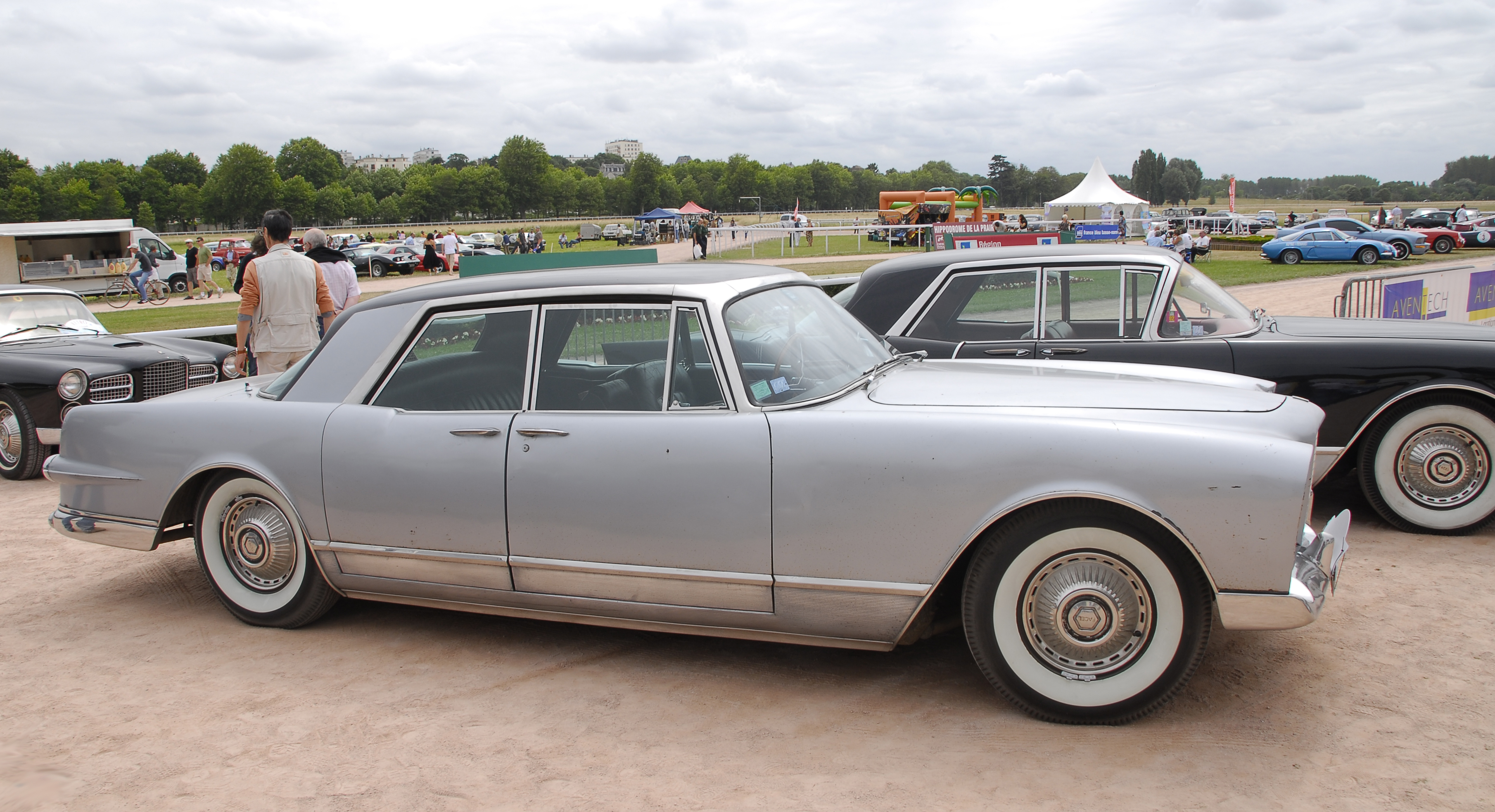
Facel Vega Excellence EX2

У липні 1961 року оновлюється лімузин, який отримує індекс EX2. Ця машина отримує нове оперення кузова, нове лобове скло, дискові гальма стають базовим оснащенням, а як опцію можна замовити кондиціонер, електричну телескопічну антену і радіотелефон. Головною технічною новинкою стала установка нового 6.3 л мотора, потужністю в 390 к.с.. Машина була настільки дорогою, що її випустили всього в 5 примірниках.

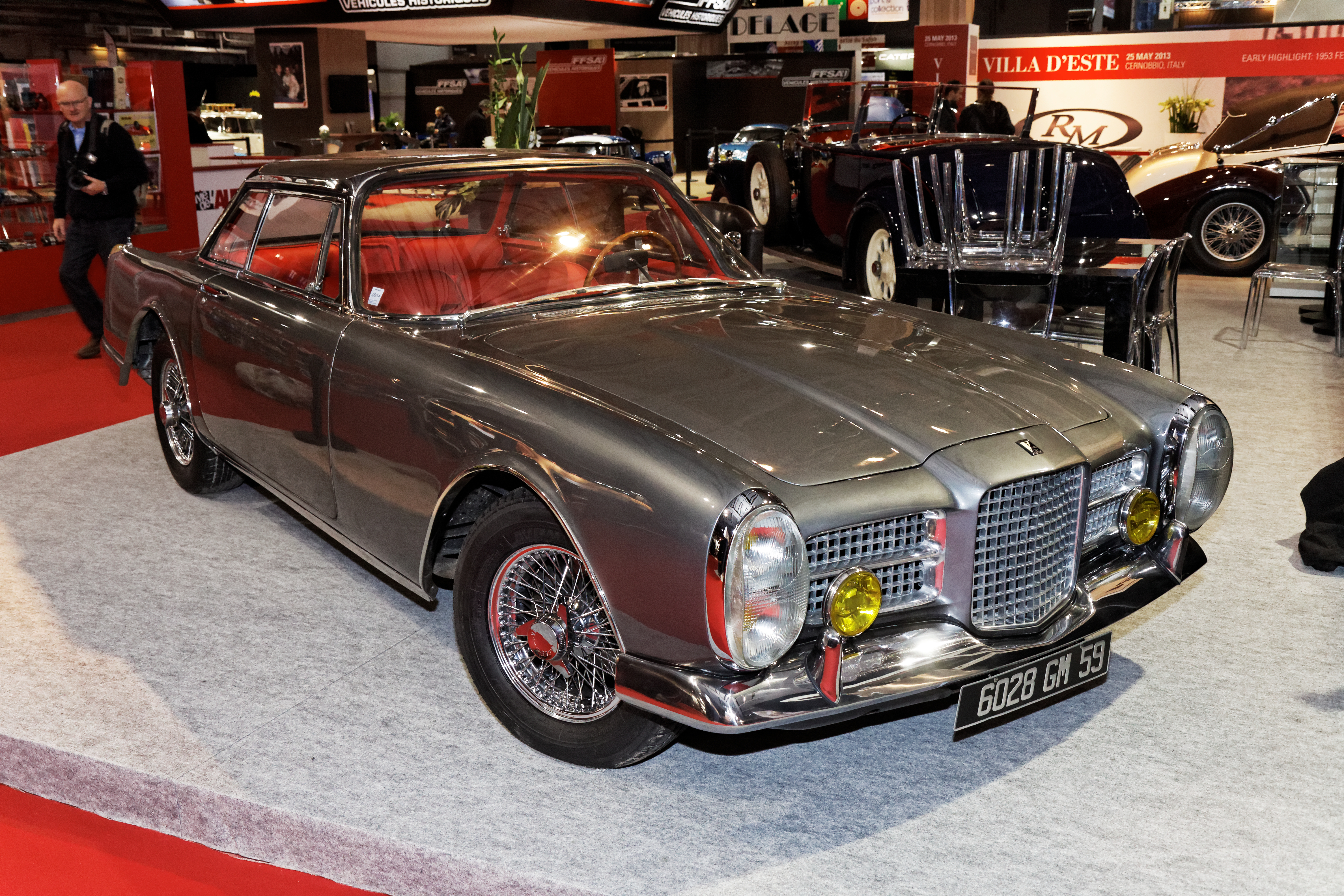
Facel Vega Facel II/HK-2

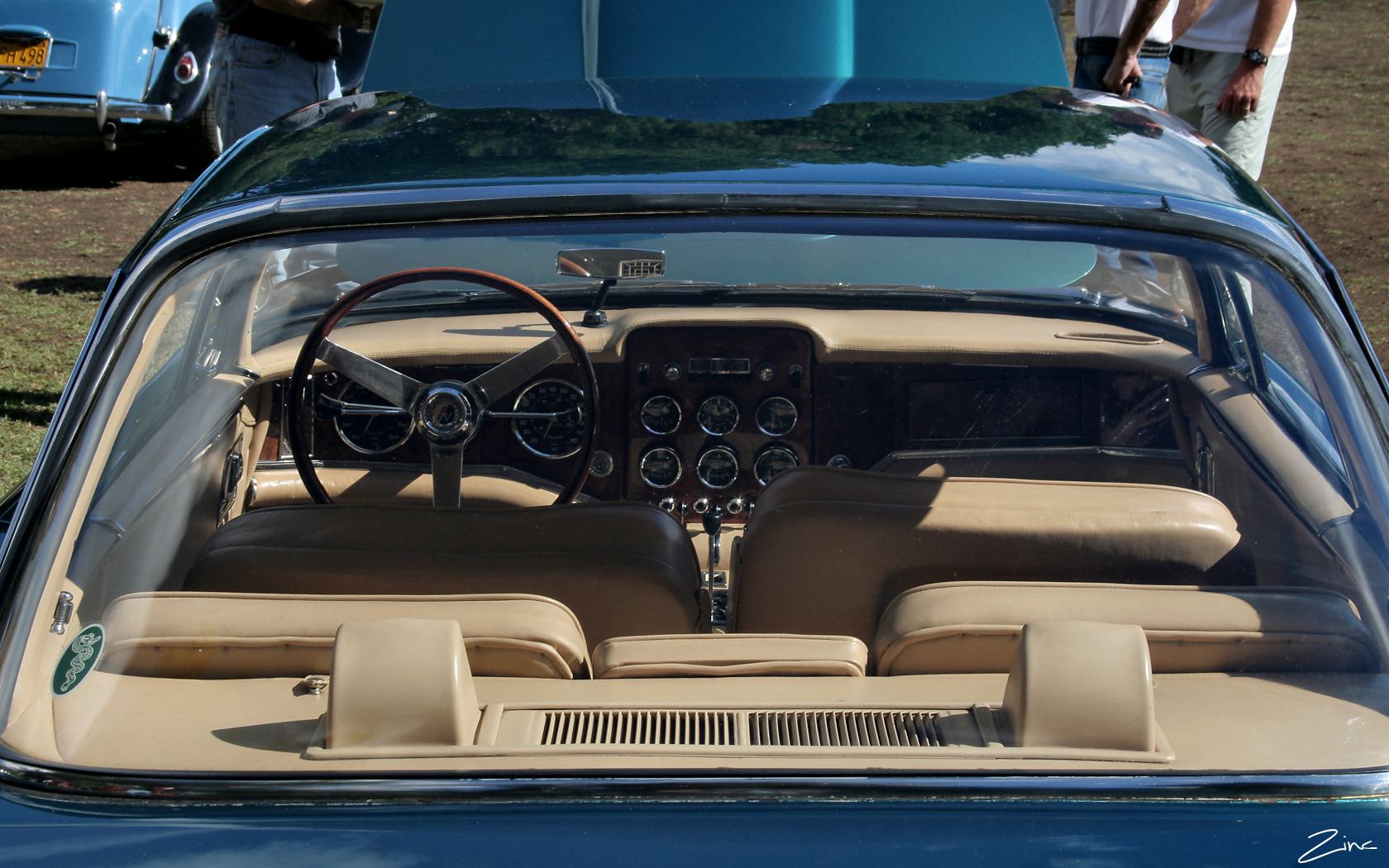
Салон Facel Vega Facel II

У жовтні 1961 року на Паризькій виставці була представлена нова Гран Туризмо — Facel Vega Facel II або HK-2, який змінив модель НК500. Нова машина отримала новий дизайн, в стилі лімузина ЕХ2, панорамне лобове скло зменшило у своїй кривизні, з'явилася нова передня оптика Marchal Megalux, нова форма крил. Технічна начинка була та ж, що й у оновленого лімузина: 6.3 л 390 сил, або з автоматом, або з мануалом. І знову машина стає найшвидшим 4-місним автомобілем, оскільки з автоматом машина здатна була розвивати 225 км/год, а з мануалом — і зовсім 245 км/год, при цьому розганяючись до 100 за 7.5 секунд. Машина була фантастично дорогою, дозволити собі таку могли багатії типу шаха Ірану — Мохаммед Пахлаві, або король Камбоджі — Нородом Сіханук, або барабанщик «Бітлз» — Старкі, він же Рінг Стар, або американський актор Бернард Шварц, він же Тоні Кертіс.

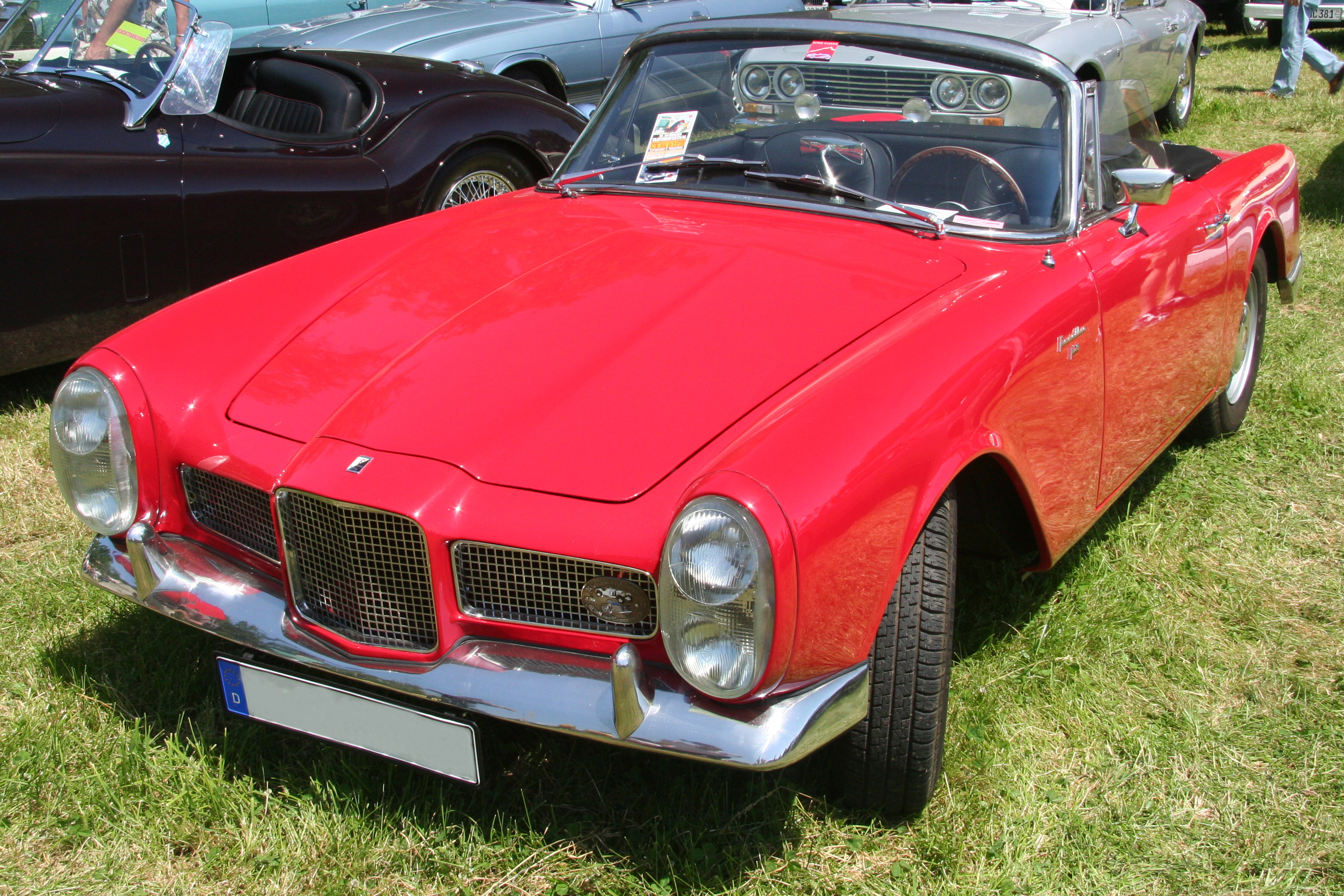
Facel Vega Facellia F2 Coach

Разом з цим була показана оновлена Facellia. Мотор був доопрацьований фірмою Moteur Moderne, і проблема з перегрівом була вирішена. У салоні з'явилася обробка панелі приладів горіхом, як і на старших моделях, до цього її обшивали шкірою. Передня оптика була такою ж, як у Facel Vega II/HK-2 — від Marchal Megalux. Також виробничу програму доповнила версія з кузовом купе. Оновлена машина отримала індекс Facellia F2. Проте ні модернізація цієї машини, ні кілька перемог у змаганнях на цій машині, а також досить успішна участь в Монте-Карло вже не змогли повернути довіри покупців.
Незабаром машина піддалася незначній модернізації, вона отримала інші ручки дверей та іншу форму лючка бензобака, ця машина називалася Facellia F2В, крім цього в каталогах значилася 126-сильна версія, яка оснащувалася 2 карбюраторами «Вебер», і могла розвивати 194 км/год, однак фактів, підтверджуючих продаж Facillia F2S, немає, швидше за все вона так і залишилася машиною, випущеною в єдиному екземплярі.
Тим часом розплата за дитячі проблеми моделі Facellia набирала оберти, в липні 1962 фірма оголосила себе банкрутом, однак суд дозволив продовжувати комерційну діяльність, не дивлячись на багатомільйонні борги підприємства.
Маленькою втіхою стало завоювання другого місця у своєму класі на гонках в Монте-Карло машиною, яка підвела фірму до банкрутства, екіпажем «Феселлії» були Пуаро і Хезард.

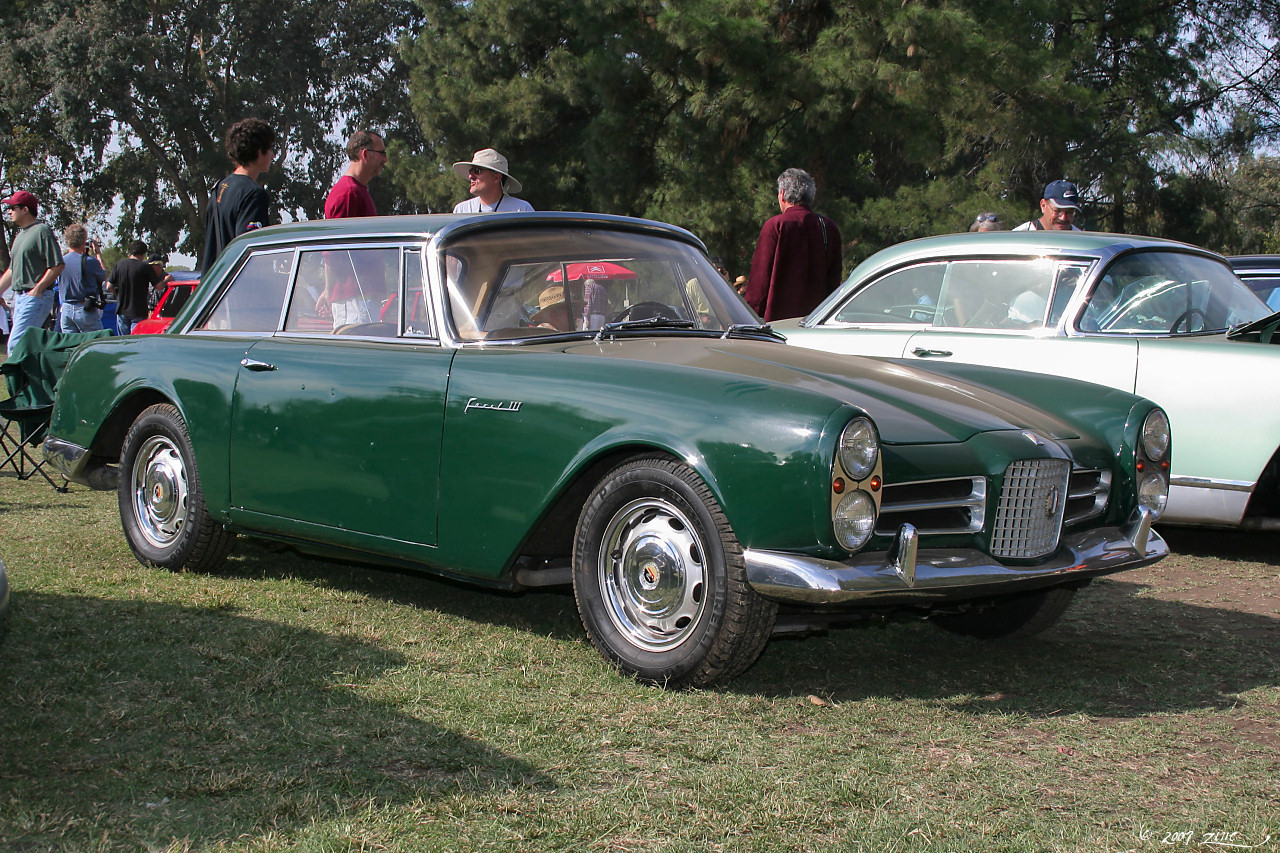
Facel Vega Facel III FB Coach

Проте продажі дорогих машин були стабільні, але продажі доступних версій не виходили на той рівень, яким він був на рік прем'єри, намагаючись піти від іміджу автомобіля з ненадійним мотором, Жан Даніно починає встановлювати на свої молодші моделі мотори, які зарекомендували себе як наднадійні — 1.8 л 108-сильні, від «Вольво», які також встановлюються на купе шведської фірми 1800SP. Трансмісія також була від Volvo, а за замовленням машини могли оснащуватися коробкою передач з овердрайвом від фірми Laycock de Normanville. Машина отримала інше оформлення лицьової частини, а також круглі задні ліхтарі. Щоб зовсім відійти від попередника, було вирішено змінити й ім'я на Facel III Type FB. Ця модернізація посприяла незначному зростанню продажів.

## Facel Vega у складі компанії SFERMA
Їх продаж почався в квітні 1963 року, а вже через кілька місяців справи фірми перейшли під крило банкротного керуючого, яким було дочірнє підприємство авіаційної фірми Sud-Aviation — SFERMA.

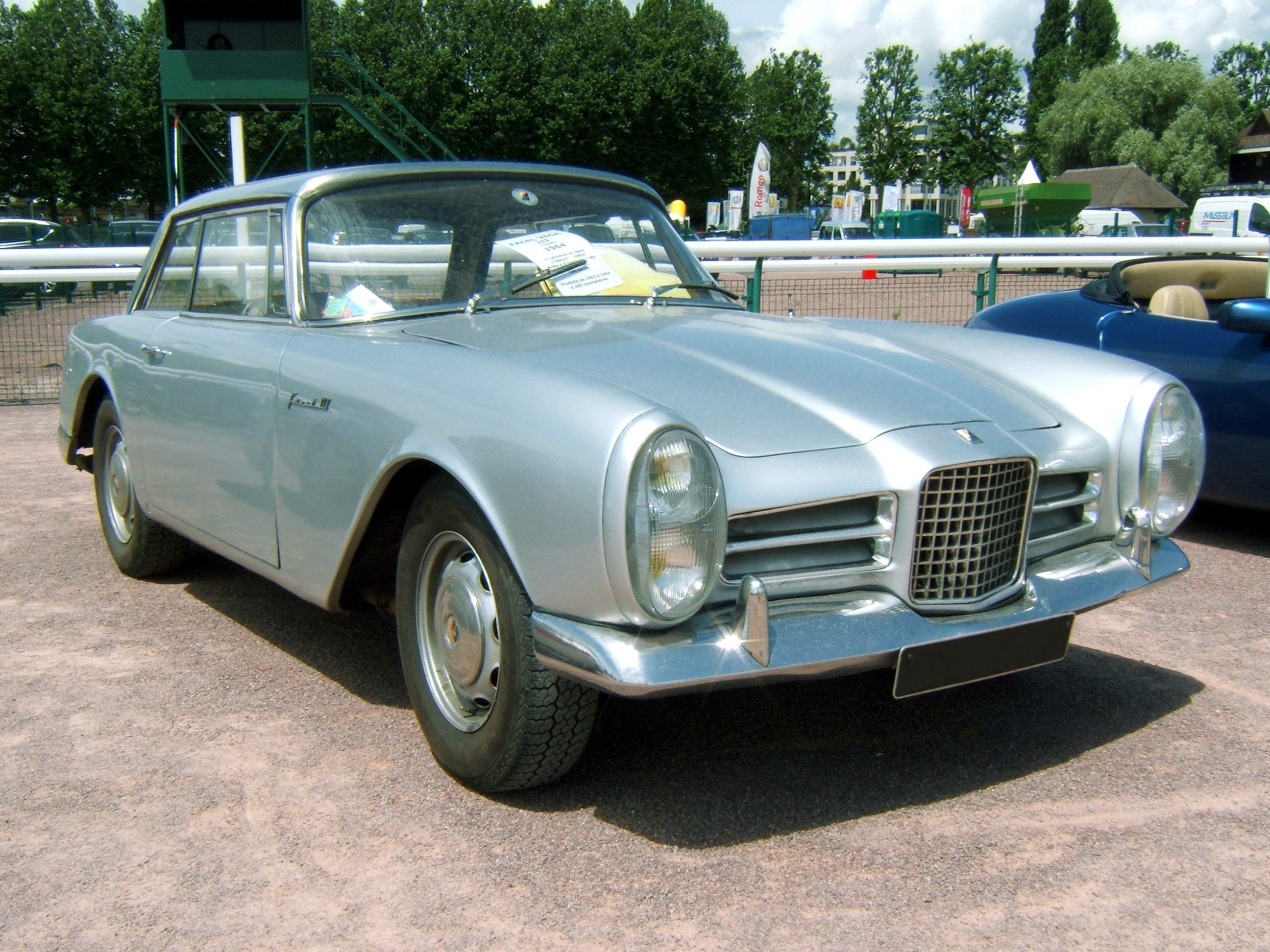
Facel Vega Facel 6

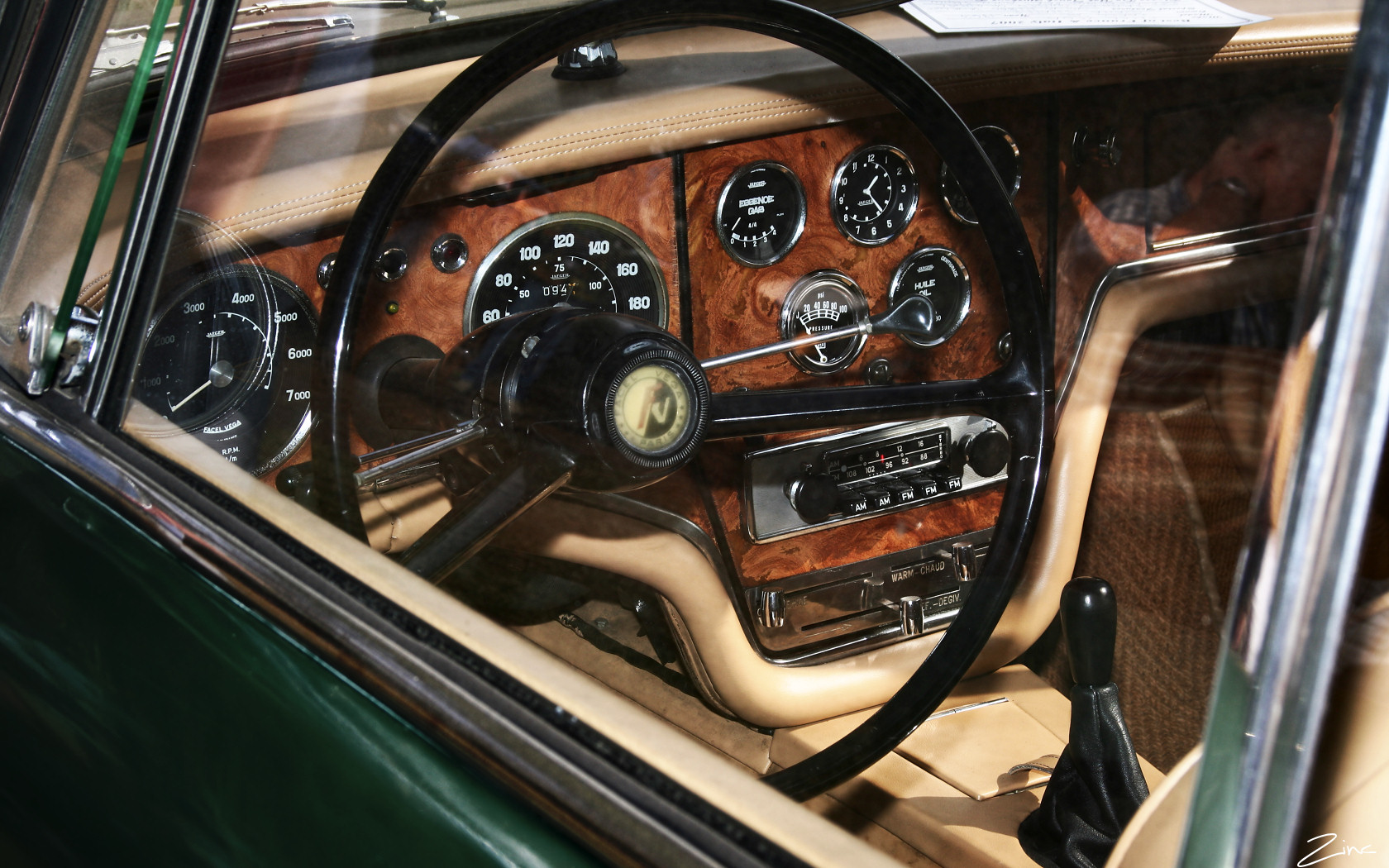
Салон Facel Vega Facel III

Нові керуючі вирішили ввести модель, яка б заткнула нішу між дорогими 8- і дешевшими 4-циліндровими моделями. Таким чином, в травні 1964 року була показана машина з 6-циліндровим мотором — Facel 6. Це був, по суті, Facel III з 2.85 л 6-циліндровим 150-сильним мотором від Austin-Healey 3000. Як трансмісію на вибір запропонували коробки або від «Остін Хілі», або вже старого знайомого — «Понт-а-Муссон». Незалежно від коробки передач машина розвивала 195 км/год. Зовні машина відрізнялася подовженим на 12 см передком, а також яскраво вираженим горбом на капоті. Підвіска коліс була посилена під більш важкий двигун, а гальма отримали підсилювач.

## Припинення виробництва автомобілів. Закриття компанії
У червні був виготовлений останній лімузин ЕХ2, нарешті у вересні запустили у виробництво Facel 6, проте, випустивши всього 44 екземпляри, через місяць їх виробництво припинили, так само, як і виробництво Facel III або Facel II, оскільки фірма була змушена припинити свою діяльність. Так закінчилася історія останнього французького виробника автомобілів вищого розряду.
За 10 років було випущено всього близько 2900 екземплярів цих прекрасних машин, проте досвід французів не пропав даремно, незабаром з'явилася ціла серія європейських машин, які у своїх відточених шасі несли низькообертові американські двигуни, як-то AC, Bristol, Jensen, Gordon-Keeble, або ISO.
Німецькі бізнесмени хочуть воскресити легендарну французьку марку.

## Список автомобілів Facel Vega
- 1955 — Facel Vega FV(інші мови)
  - Facel Vega FV1
- 1956 — Facel Vega FV2(інші мови)
  - Facel Vega FV3(інші мови)
  - Facel Vega Excellence(інші мови)
- 1957 — Facel Vega FV4(інші мови)
- 1958 — Facel Vega HK500(інші мови)
  - Facel Vega Excellence EX1
- 1960 — Facel Vega Facellia(інші мови)
- 1961 — Facel Vega Excellence EX2
  - Facel Vega Facel II(інші мови)
  - Facel Vega Facellia F2
- 1962 — Facel Vega Facel III(інші мови)
- 1964 — Facel Vega Facel 6(інші мови)